# Querneigung

Darstellung der Querneigung an einer Straße mit einseitig geneigter Fahrbahn

Das Graderprofil gab es bereits bei Römerstraßen.

Als Querneigung (in der Schweiz auch Quergefälle) wird im Straßen- und Wegebau die Neigung der Fahrbahnoberfläche (oder eine der darunter liegenden Schichten) rechtwinklig zur Straßenachse bezeichnet. Als Bezeichnung wird der Buchstabe „q“ verwendet, die Angabe erfolgt immer in Prozent. Somit entspricht beispielsweise 1 % Querneigung einer Höhendifferenz von 1 cm auf 1 m.
Zentrale Aufgabe der Querneigung ist es, Oberflächenwasser möglichst rasch und schadlos von der Fahrbahnoberfläche abzuführen, um den Straßenkörper vor eindringender Feuchtigkeit zu schützen und Wasseransammlungen bzw. deren Folgen (Aquaplaning, Sprühfahnen- oder Glatteisbildung) an der Oberfläche zu verhindern. Bereits im Altertum nutzten die römischen Baumeister die Querneigung für den Bau der Römerstraßen, sodass diese dauerhaft und sicher genutzt werden konnten. Neben der Entwässerung erfüllt die Querneigung auch fahrdynamische Zwecke, wie zum Beispiel die Aufnahme bzw. Reduzierung der Fliehkraft in einer schnell durchfahrenen Kurve. Vergleichbar mit der Querneigung im Straßenbau ist die Überhöhung von Schienen im Bereich des Bahnbaus, allerdings spielen entwässerungstechnische Gründe in diesem Fall keine Rolle.

## Aufgaben
In erster Linie dient die Querneigung zur Entwässerung von Straßenverkehrsflächen. Durch die Neigung von Straßenoberflächen wird das Oberflächenwasser auf möglichst kurzem und raschem Wege zum Fahrbahnrand geleitet, um dort entweder zu versickern oder mit Hilfe einer Entwässerungseinrichtung (beispielsweise Straßenablauf) abgeleitet zu werden. Unter der Straßenoberfläche befindliche Schichten, wie etwa die Planumsschicht, werden ebenfalls mit Querneigung ausgebildet.
Des Weiteren dient die Querneigung dazu, die in Kurven auftretenden Fliehkräfte teilweise aufzunehmen. Auf diese Weise kann die Kurve mit einer höheren Geschwindigkeit sicher durchfahren werden. Die Querneigung dient weiter zur optischen Führung des Fahrzeugführers, da die Wahrnehmung der Kurve verbessert wird.

## Querneigungsformen
Im Laufe der Zeit haben sich in der Straßenbautechnik verschiedene Querneigungsformen entwickelt:
- Pultprofil – die Neigung der Straße verläuft einseitig
- Dachprofil – die Neigung der Straße fällt von der Mitte aus dachförmig beidseitig ab (auch umgekehrt als negatives Dach möglich)
- Graderprofil – ähnlich dem Dachprofil, aber stetig zunehmende Querneigung zu beiden Seiten (Uhrglasform)
- Nulldurchgang – horizontale Lage der Straße im Bereich einer Querneigungsverwindung
- Sägezahnprofil – doppelt und parallel verlaufende Einseitneigung bei Straßen mit zwei getrennten Richtungsfahrbahnen

## Grenz- und Richtwerte
In den Straßenbauvorschriften sind Grenz- und Richtwerte für die Querneigung angegeben, um ein möglichst hohes Maß an Funktionalität und Verkehrssicherheit gewährleisten zu können. Die Regelquerneigung von Fahrbahnen beträgt grundsätzlich q = 2,5 %. Mit Zunahme der Geschwindigkeit und in Abhängigkeit von Straßenkategorie und Kurvenradius kann dieser Wert bis zu q = 8 % angehoben werden. Abweichungen nach oben und nach unten sind möglich, müssen aber im Einzelfall bewertet werden.
Die Querneigung bei Gehwegen soll das für die Entwässerung notwendige Maß von 2,5 % nicht überschreiten, um ein notwendiges Gegensteuern für Rollstuhlfahrer zu verhindern. Im Bereich von Grundstückszufahrten bzw. Bordabsenkungen sind bis zu 6 % zulässig.

## Querneigungsband
Das Querneigungsband (auch Rampenband genannt) stellt den linken (durchgezogene Linie) und den rechten Fahrbahnrand (gestrichelte Linie) mit Bezug zur Fahrbahnachse (strichpunktierte Linie) dar. Des Weiteren sind die Querneigung, die Fahrbahnbreite und gegebenenfalls die Anrampungsneigung Δs angeschrieben. Ein waagrecht dargestellter Fahrbahnrand beschreibt einen konstanten Verlauf der Querneigung, ein geneigt gezeichneter Fahrbahnrand weist auf eine Querneigungsänderung hin. Kommt es zu einem Schnittpunkt zwischen den Fahrbahnrändern und der Achse (beispielsweise bei einer Verwindung), beträgt die Querneigung an dieser Stelle null.
Die Darstellung des Querneigungsbandes erfolgt zusammen mit dem Krümmungsband unterhalb des Höhenplanes. Auf diese Weise lässt sich die Baustrecke als räumliches Bauwerk begreifen und es kann einfach beurteilt werden, ob alle erforderlichen Parameter und Grenzwerte der Trassierung eingehalten sind.

## Normen und Standards
Deutschland
- RAL: Richtlinien für die Anlage von Landstraßen

Österreich
- RVS 03.03.23 Linienführung & Trassierung

Schweiz
- SN 640 120 Linienführung; Quergefälle in Geraden und Kurven, Quergefällsänderung